# Zawod 12 Sofia
Zawod 12 Sofia (bułg. ФО "Завод 12" (София)) – bułgarski klub piłkarski z siedzibą w stolicy kraju, mieście Sofia, działający w latach 1944–2003. Pierwszy zespół fabryczny, który grał w elitarnej grupie Bułgarii.

## Historia
Chronologia nazw:
- 1944: Udarnik Sofia (bułg. СК [Спортен клуб] "Ударник" (София))
- 1946: Metalik Sofia (bułg. ФД [Физкултурно дружество] "Металик" (София))
- 1949: klub został wchłonięty do Energia Sofia (bułg. ДСО [Доброволна спортна организация] "Енергия" (София))
- 10.1949: DSO zmieniła nazwę na Torpedo Sofia (bułg. ДСО [Доброволна спортна организация] "Торпедо" (София))
- 1953: Zawod 12 Sofia (bułg. ФО "Завод 12" (София))
- 1957: klub rozwiązano – po dołączeniu do DFS "Witosza" Sofia, a wkrótce do struktur DFS "Sławia" Sofia (bułg. ДФС [Дружество за физическа култура и спорт] "Славия" (София))
- 1962: Zawod 12 Sofia (bułg. ФО "Завод 12" (София))
- 1968: Zawod Sredec Sofia (bułg. ФО "Завод Средец" (София))
- 1990: Bałkankar Sofia (bułg. ФК "Балканкар" (София))
- 1997: Dewiłs Sofia (bułg. ФК "Девилс" (София))
- 1999: Rakowski-Dewals Sofia (bułg. ФК "Раковски-Девальс" (София))
- 2001: Rakowski (kw.Serdika, Sofia) (bułg. ФК "Раковски» (кв. Сердика, София))
- 2003: klub rozwiązano

Klub sportowy Udarnik został założony w Sofijskiej dzielnicy Geo Miłew w 1944 roku przy Zakładach Inżynieryjno-Łącznościowych w Sofii. W 1946 roku klub, przekształcony w międzyczasie w stowarzyszenie wychowania fizycznego, przyjął nazwę Metalik i zrzeszył wszystkich pracowników prywatnych przedsiębiorstw metalowych w stolicy oraz lotnisk Wrażdebna i Bożuriszcze. W pierwszym swoim sezonie 1947/48 zdobył mistrzostwo Sofijskiej drugiej dywizji. 
We wrześniu 1949 powstała Dobrowolna Organizacja Sportowa (DSO) "Energia Sofia", do której został wchłonięty klub raz kilku innych klubów, m.in. Łokomotiw Sofia. Organizacja zrzeszała pracowników przemysłu ciężkiego, elektryfikacji, transportu i górnictwa ze stolicy, a od października 1949 nazywała się "Torpedo Sofia". Przed rozpoczęciem mistrzostw 1953 Grupa B została podzielona na 5 lokalnych stref. Od 1953 i do 1956 roku klub funkcjonował jako odrębna drużyna piłkarska Zakładu 12 (dawniej WISF) pod nazwą Zawod 12 (w tym samym okresie Torpedo Sofia, w którego strukturze znajdował się Zawod 12, grał w Grupie B). W sezonie 1953 zespół zdobył mistrzostwo Sofijskiej Grupy B i uzyskał bezpośredni awans do Grupy A. Klub przez trzy sezony uczestniczył w rozgrywkach Grupy A (1954, 1955 i 1956), osiągając czwarte miejsce w debiutowym sezonie na najwyższym poziomie. W 1956 zespół najpierw zajął 11.miejsce w Grupie A i potem musiał grać baraże o utrzymanie w najwyższej lidze, jednak został sklasyfikowany na trzeciej pozycji w turnieju barażowym i spadł do Grupy B. W 1957 uzyskał piątą lokatę w Północnej Grupie B. 
Po zakończeniu mistrzostw 1957 roku nastąpiła nowa reorganizacja ruchu sportowego. W VI Sofijskiej dzielnicy "Kirkowski" powstało stowarzyszenie kultury fizycznej i sportu DFS Witosza na zasadzie terytorialno-produkcyjnej. Początkowo w jego skład wszedł Zawod 12, ale wkrótce potem (jeszcze w tym samym roku) przeszedł w strukturę DFS Sławia, gdyż DFS Witosza został przyłączony do najstarszego stołecznego towarzystwa wychowania fizycznego. Po zakończeniu sezonu 1957 zapadła decyzja, że od następnego sezonu DFS nie będzie miał więcej niż jednego zespołu w Grupie A i Grupie B, wskutek czego zespół Zakładu 12 nie otrzymał licencji na grę w Grupie B i zaprzestał działalności sportowej i wyczynowej.
W Zakładzie 12 nadal funkcjonowała drużyna piłkarska przedsiębiorstwa, która brała udział w amatorskich drużynach Sofii i w robotniczych mistrzostwach kraju. Sam zakład mieścił się w pobliżu dzisiejszych bulwarów Totłeben i Akademika Iwana Geszowa. Fabrykę założono w 1907 roku jako "Warsztat Inżynieryjny", a następnie przemianowano najpierw na "Wojskowy Zakład Inżynieryjno-Łącznościowy", następnie na "Zawod 12" (bułg. Завод 12, tł. Zakład 12), w 1968 roku na "Sredec" – produkującą wózki widłowe, a później na "Bałkankar-Sredec". Fabrykę zamknięto pod koniec XX wieku, a na początku XXI wieku zburzono.

## Barwy klubowe, strój, herb, hymn
|  |  |

Klub ma barwy bordowo-białe. Piłkarze domowe spotkania zazwyczaj grają w białych koszulkach, białych spodenkach oraz czerwonych getrach.

## Sukcesy

### Trofea międzynarodowe
Do chwili obecnej klub jeszcze nigdy nie zakwalifikował się do rozgrywek europejskich.

### Trofea krajowe
| \| \| Zdobyte trofea w rozgrywkach Bułgarii (stan na: 31-05-2024) \| |                                                             |      |                  |
| Rozgrywki                                                            | Osiągnięcie                                                 | Razy | Sezon(y)         |
| · Mistrzostwo                                                        | I miejsce                                                   | 0    |                  |
| · Mistrzostwo                                                        | II miejsce                                                  | 0    |                  |
| · Mistrzostwo                                                        | III miejsce                                                 | 0    |                  |
| · Mistrzostwo                                                        | 4.miejsce                                                   | 1    | 1954             |
| Puchar                                                               | zdobywca                                                    | 0    |                  |
| Puchar                                                               | finalista                                                   | 0    |                  |
| Puchar                                                               | 1/8 finału                                                  | 3    | 1954, 1955, 1956 |
| II liga                                                              | I miejsce                                                   | 1    | 1953 (gr.Sofia)  |
| II liga                                                              | II miejsce                                                  | 0    |                  |
| II liga                                                              | III miejsce                                                 | 0    |                  |
| Bułgaria                                                             | Zdobyte trofea w rozgrywkach Bułgarii (stan na: 31-05-2024) |      |                  |

## Poszczególne sezony

### Rozgrywki międzynarodowe

#### Europejskie puchary
Nie uczestniczył w rozgrywkach europejskich.

### Rozgrywki krajowe
| \| Bułgaria \| Bilans występów klubu w rozgrywkach piłkarskich Bułgarii (Stan na 31 maja 2025 r.) \| \| |                                                                                    |        |       |   |   |   |    |    |     |                    |        |        |       |
| Poziom                                                                                                  | Rozgrywki                                                                          | Sezony | Mecze | Z | R | P | B+ | B– | Pkt | Lata               | Awanse | Spadki | Naj.  |
| I | Nacionałna futbołna diwizija / Dyrżawno pyrwenstwo                                 | 3      |       |   |   |   |    |    |     | 1954–1956          | 0      | 1      | 4     |
| II | B RPG / Wtora PFG / Pyrwa PFL / B PFG / Wtora PFL                                  | 2      |       |   |   |   |    |    |     | 1953, 1957         | 1      | 1      | 1     |
| III | Treta amatorska futbołna liga                                                      | 2+     |       |   |   |   |    |    |     | 19??–195?, 1962/63 | 0      | 1      | 12    |
| IV | Obłastna futbołna liga                                                             | 1+     |       |   |   |   |    |    |     | 19??–19??          | 1      | 0      | ?     |
| | Puchar Bułgarii                                                                    | 3      |       |   |   |   |    |    |     | 1954–1956          | 0      | 0      | 1/8 f |
| Bułgaria                                                                                                | Bilans występów klubu w rozgrywkach piłkarskich Bułgarii (Stan na 31 maja 2025 r.) |        |       |   |   |   |    |    |     |                    |        |        |       |

## Piłkarze, trenerzy, prezydenci i właściciele klubu

### Piłkarze

#### Znani piłkarze
- Dimityr Jordanow – Kukusza
- Stefan Gerenski
- Stojan Kitow
- Dimityr Popdimitrow
- Petyr Panagonow
- Aleksandyr Iliew
- Iwan Dimitrow

### Trenerzy

#### Znani trenerzy
- Dimityr Bajkuszew
- Aleksandyr Iliew
- Petko Nikołkow

## Struktura klubu

### Stadion
Drużyna rozgrywała swoje mecze domowe w Sofii na stadionie Metalik, który może pomieścić 1.500 widzów.

## Kibice i rywalizacja z innymi klubami

### Derby
- Akademik Sofia
- CSKA Sofia
- Czerweno zname Sofia
- Lewski Sofia
- Łokomotiw Sofia
- Septemwri Sofia
- Sławia Sofia
- Spartak Sofia
- Stroiteł Sofia
- Torpedo Sofia
- WWS Sofia